# Ладыгино (Ярославский район)
Ладыгино — деревня в Ярославском районе Ярославской области. Входит в состав Заволжского сельского поселения.

## География
Находится в восточной части Ярославской области на расстоянии приблизительно 24 км на северо-восток по прямой от станции Филино.

## История
В 1859 году здесь (деревня Даниловского уезда Ярославской губернии) было учтено 26 дворов , в 1898 — 31.

## Население
Численность населения: 130 человек (1859 год), 1 (русские 100 %) в 2002 году, 1 в 2010.